# چیلدا
چیلدا (به لاتین: Childa) یک منطقهٔ مسکونی در روسیه است که در داغستان واقع شده‌است.